# Когнитивное радио
Система когнитивного радио (Cognitive Radio System, CRS) — радиосистема, способная получать сведения об особенностях собственной эксплуатации и на основе этих данных корректировать свои параметры работы.

## Характеристика
Когнитивное радио не является отдельной службой радиосвязи, и может использоваться как технология в рамках любой из существующих радиослужб. Для использования систем когнитивного радио какой-либо службой радиосвязи в некоторой полосе частот, эта служба должна иметь распределение в соответствующей полосе частот с правом работы на первичной или вторичной основе.
Технологии когнитивной радиосвязи могут использоваться при реконфигурации соединений между терминалами и несколькими радиосистемами, операторами систем радиосвязи для более эффективного управления ресурсами используемого ими радиочастотного спектра, в качестве инструмента коллективного доступа к радиочастотному спектру, в качестве инструмента организации более гибкого доступа к радиочастотному спектру.

## Классификация когнитивных устройств
Принята следующая классификация когнитивных устройств с учётом используемого ими способа доступа к радиочастотному спектру, обеспечивающего исключение радиопомех действующим средствам радиосвязи:
- системы с когнитивным пилот-сигналом;
- системы на основе индивидуального или коллективного контроля занятости каналов;
- системы с геолокационной базой данных защищаемых средств радиосвязи.

При этом возможна комбинация указанных способов.

## Помехи
Проведенные к настоящему времени исследования показали, что для гарантированного исключения помех действующим радиосредствам от систем когнитивного радио необходимо использование геолокационной базы данных, содержащей сведения о местоположении и работе защищаемых средств радиосвязи. База данных обеспечивает выбор рабочих частот для систем когнитивной радиосвязи таким образом, чтобы обеспечить как саму возможность их работы, так и отсутствие помех другим системам и средствам радиосвязи. При этом другие радиоэлектронные средства (действующие в рамках обычного порядка назначения частот) имеют приоритет в использовании радиочастотных каналов перед системами когнитивного радио.
На практике это означает, что если некоторая полоса частот или радиоканал начинают использоваться другими радиосредствами, использующая эту полосу или канал система когнитивного радио должна перестроиться на другую частоту/канал. Таким образом, технология когнитивного радио в принципе не может использоваться как единственная технология для оказания, например, платных услуг, так как постоянное наличие доступного для работы когнитивного радио радиочастотного спектра не гарантировано.